# Lindera angustifolia
Lindera angustifolia är en lagerväxtart som beskrevs av Wan Chun Cheng. Lindera angustifolia ingår i släktet Lindera och familjen lagerväxter. Utöver nominatformen finns också underarten L. a. glabra.